# VfR 08 Oberhausen
VfR 08 Oberhausen is een Duitse voetbalclub uit Oberhausen.

## Geschiedenis
De club werd opgericht in 1908 als SV Germania Oberhausen. In 1913 sloot VfR zich aan bij de West-Duitse voetbalbond. In 1920 fuseerde de club met SC Preußen Frintop en nam zo de naam VfR 08 Oberhausen aan. In 1930 promoveerde de club naar de hoogste klasse van de Nederrijnse competitie. De club werd voorlaatste en liet enkel TuRV 88 Duisburg achter zich. Het volgende seizoen werd de tiende plaats behaald op twaalf clubs. In 1932/33 werd de club laatste. Na dit seizoen werd de Gauliga ingevoerd als hoogste klasse. Door de grotere concurrentie slaagde de club er niet meer in te promoveren naar de hoogste reeksen. De club moest ook gedwongen fuseren met arbeidersclubs Blau-Weiß Oberhausen en Sportklub 1919. Na de oorlog werden alle Duitse clubs ontbonden. Uit de restanten van VfR en SC 20 Oberhausen werd FK 08 Oberhausen opgericht. Een jaar later werden de clubs weer gesplitst en namen ze terug hun vooroorlogse namen aan. In 1951 werd de club met grote voorsprong op Duisburger SC 1900 kampioen van de Bezirksliga en promoveerde zo naar de Niederrheinliga, de derde klasse. In 1954 degradeerde de club.
De club werd een liftploeg tussen de Landesliga, Bezirksliga en Kreisliga. Inmiddels is de club weggezakt tot de laagste reeksen.